# Vitalicio Seguros-Grupo Generali
La Vitalicio Seguros-Grupo Generali era una squadra spagnola di ciclismo su strada maschile attiva nel professionismo dal 1998 al 2000.
Sponsorizzata da Generali tramite il marchio Vitalicio Seguros e diretta da Javier Mínguez, la squadra ottenne quattro vittorie di tappa al Giro d'Italia 2000, vincendo anche la classifica a squadre nell'edizione 1999 della "Corsa rosa".

## Storia
Il team divenne attivo nel 1998 su finanziamento della Vitalicio Seguros, il marchio spagnolo del gruppo triestino Generali, sfruttando un budget di 7 miliardi di lire per tre stagioni. La sede e la struttura della squadra erano a Barcellona; il presidente era l'italiano Giacomo Landi, amministratore delegato della Vitalicio, mentre la direzione sportiva della squadra era affidata a Javier Mínguez. Le biciclette erano della savonese Olmo, con componentistica Campagnolo.
Già al primo anno la squadra ricevette la licenza di gruppo sportivo di prima categoria da parte dell'UCI; l'organico venne formato soprattutto con corridori provenienti da altri team spagnoli, più alcuni neoprofessionisti come Óscar Freire e Juan Miguel Mercado. Capitani designati per le corse a tappe erano Andrea Ferrigato e Oliverio Rincón.
La prima storica vittoria arrivò a febbraio con Elio Aggiano, vincitore nella quarta tappa del Challenge de Mallorca. Al Giro d'Italia si mise in luce Daniel Clavero, che concluse quinto nella generale, mentre dal Tour de France non giunsero risultati di rilievo; la squadra anzi si ritirò in blocco dalla Grande Boucle dopo la diciassettesima tappa, annullata per uno sciopero dei corridori e i primi fatti dello scandalo Festina. Alla Vuelta a España, invece, il ventiseienne russo Andrej Zinčenko conquistò ben tre tappe terminando la corsa al quattordicesimo posto. Durante l'anno arrivarono anche diversi risultati dalle corse spagnole: fra esse la vittoria della Volta Ciclista a Catalunya con il colombiano Hernán Buenahora.
Al Giro d'Italia 1999 la Vitalicio fu ancora protagonista, riuscendo a piazzare tre corridori nei primi venti, con Clavero nono, Zinčenko dodicesimo e Buenahora quindicesimo, e facendo sua la classifica a squadre. Al Tour de France si mise in mostra il due volte campione spagnolo Ángel Casero, quinto nella generale; alla Vuelta a España il basco Igor González de Galdeano vinse il prologo e la tappa di Andorra Arcalis, andando a vestire per un giorno la maglia oro e terminando infine secondo nella classifica generale finale dietro al solo Jan Ullrich. Nei primi dieci si piazzarono anche Iván Parra e Santiago Blanco. Il 10 ottobre, infine, il ventitreenne Óscar Freire si aggiudicò, in maglia spagnola, a sorpresa la prova in linea ai campionati del mondo di Verona. A fine anno Freire si trasferì alla Mapei, Clavero passò al Team Polti e Casero alla Festina.
Per la stagione 2000 arrivarono in squadra il cronoman ceco Jan Hruška e lo spagnolo Miguel Ángel Martín Perdiguero. Al Giro d'Italia 2000, senza un capitano designato, i direttori sportivi decisero di puntare alle vittorie di tappa e a vestire la maglia rosa per almeno un giorno. Alla fine i successi saranno ben quattro (Hruška vinse il prologo di Roma e la cronometro di Sestriere, Víctor Hugo Peña fece sua la cronometro di Bibione e Álvaro González de Galdeano vinse a Genova dopo una fuga solitaria) e il team si piazzò secondo nella classifica a squadre; non venne però invitato al Tour de France. Alla Vuelta a España giunse un'altra vittoria di tappa, con Álvaro González de Galdeano (quell'anno campione spagnolo, terzo successo in tre anni di un ciclista Vitalicio dopo i due successi di Casero).
Al termine del 2000 la squadra, come da contratto, si sciolse. Cinque corridori, tra cui i fratelli González de Galdeano e Hruška, passarono per il 2001 alla ONCE.

## Cronistoria

### Annuario
| Anno | Codice | Nome                             | Cat. | Biciclette | Dirigenza                                                                                         |
| ---- | ------ | -------------------------------- | ---- | ---------- | ------------------------------------------------------------------------------------------------- |
| 1998 | VIT    | Vitalicio Seguros-Grupo Generali | GSI  | Olmo       | Manager: Javier Minguez Dir. sportivi: Domenico Cavallo, José Luis López Cerron, José Luis Pascua |
| 1999 | VIT    | Vitalicio Seguros-Grupo Generali | GSI  | Olmo       | Manager: Javier Minguez Dir. sportivi: Domenico Cavallo, José Luis López Cerron                   |
| 2000 | VIT    | Vitalicio Seguros-Grupo Generali | GSI  | Olmo       | Manager: Javier Minguez Dir. sportivi: Domenico Cavallo, José Luis López Cerron                   |

### Classifiche UCI
| Anno | Classifica | Pos. | Migliore cl. individuale        |
| ---- | ---------- | ---- | ------------------------------- |
| 1998 | -          | 18º  | Daniel Clavero (69º)            |
| 1999 | GSI        | 14º  | Igor González de Galdeano (23º) |
| 2000 | GSI        | 13º  | Jan Hruška (57º)                |

## Palmarès

### Grandi Giri
- Giro d'Italia

Partecipazioni: 3 (1998, 1999, 2000)
Vittorie di tappa: 4
2000: 4 (2 Hruška, Peña, Á. González de G.)
Vittorie finali: 0
Altre classifiche: 1
1999: Squadre
- Tour de France

Partecipazioni: 2 (1998, 1999)
Vittorie di tappa: 0
Vittorie finali: 0
Altre classifiche: 0
- Vuelta a España

Partecipazioni: 3 (1998, 1999, 2000)
Vittorie di tappa: 6
1998: 3 (3 Andrej Zinčenko)
1999: 2 (2 Igor González de Galdeano)
2000: 1 (Álvaro González de Galdeano)
Vittorie finali: 0
Altre classifiche: 0

### Campionati nazionali
Strada
- Campionati spagnoli: 3

In linea: 1998, 1999 (Ángel Casero), 2000 (Álvaro González de Galdeano)